# آي ماك إنتل
تم الإعلان عن آي ماك إنتل (بالإنجليزية: iMac intel)‏ في ماك ورلد في 10 يناير 2006 كأول آي ماك يستخدم معالجاتإنتل كور ديو، ولكن الشكل الخارجي لم يتغير عن آي ماك جي 5. في وقت لاحق من 2006 أعلنت أبل عن منتج يحمل معالجات كور 2 ديو وإصدار بشاشة 24"بوصة غير الإصدارين 17" و20". تم بيع الآي ماك مع فأرة لوحة مفاتيح وأبل ريموت وكاميرا مدمجة من نوعآي سيت.

## الإصدارات

### آي ماك الأبيض
للآي ماك الأبيض إصداران الإصدار الأول بمعالج كور ديو والثاني بمعالج كور 2 ديو.

#### الإصدار الأول (بداية2006[1])
أعلن عنه في 10 يناير 2006، كان الآي ماك من أوائل الأجهزة التي تحمل بداخلها معالجات إنتل كور ديو. لم يتغير التصميم الخارجي عن الآي ماك جي 5 ولكن التغيير الداخلي كان جذرياً، لم تكن هذه المعالجات قادرة على تشغيل برامج 64 بت ك الجي 5. كان الجي 5 يتحمل ذاكرة عشوائية تصل إلى 2.5جيجابايت أما الكور ديو كانت تتحمل إلى 2 جيجابايت فقط. بالرغم من هذة العيوب كانت أبل تزعم أن إنتل آي ماك أسرع بعدة مرات من الجي 5.
في 5 يوليو 2007 أعلنت أبل عن إصدار تعليمي بسعر 855 دولار أمريكي، وكان بديلاً للإيماك (بالإنجليزية: eMac)‏ بقرص صلب 80 جيجابايت وقارئ دي في دي، قارئ / حارق سي دي وبطاقة رسومات مدمجة.
|                   | آي ماك 17" التعليمي                                           | آي ماك 17"                                                    | آي ماك 20"                                                    |
| ----------------- | ------------------------------------------------------------- | ------------------------------------------------------------- | ------------------------------------------------------------- |
| المعالج           | إنتل كور ديو 1.83 جيجاهرتز                                    | إنتل كور ديو 1.83 جيجاهرتز                                    | إنتل كور ديو 2.0 جيجاهرتز                                     |
| ذاكرة عشوائية     | 512 ميجابايت (2X256) دي دي أر 2.                              | 512 ميجابايت (2X256) دي دي أر 2.                              | 512 ميجابايت (2X256) دي دي أر 2.                              |
| سعة التخزين       | 80 جيجابايت ساتا بسرعة دوران 7200 دورة في الدقيقة             | 160 جيجابايت ساتا بسرعة دوران 7200 دورة في الدقيقة            | 250 جيجابايت ساتا بسرعة دوران 7200 دورة في الدقيقة            |
| أجهزة القرائة     | قارئ دي في دي، قارئ / حارق سي دي، طريقة الإدخال بالشفط        | قارئ / حارق دي في دي، قارئ / حارق سي دي، طريقة الإدخال بالشفط | قارئ / حارق دي في دي، قارئ / حارق سي دي، طريقة الإدخال بالشفط |
| الشاشة            | 17" 900x1440 إل سي دي                                         | 17" 900x1440 إل سي دي                                         | 20" 150x1680 إل سي دي                                         |
| كرت الرسومات      | إنتل مدمج بذاكرة مشتركة 64 ميجابايت                           | إي تي آي إكس 1600 بسعة ذاكرة 128 ميجابايت                     | إي تي آي إكس 1600 بسعة ذاكرة 128 ميجابايت                     |
| الصوت             | فتحة إدخال الصوت وفتحة إخراج الصوت                            | فتحة إدخال الصوت وفتحة إخراج الصوت                            | فتحة إدخال الصوت وفتحة إخراج الصوت                            |
| الأجهزة اللاسلكية | كرت شبكة لا سلكية من نوع أيربورت (أي، بي، جي، إن) وبلوتوث     | كرت شبكة لا سلكية من نوع أيربورت (أي، بي، جي، إن) وبلوتوث     | كرت شبكة لا سلكية من نوع أيربورت (أي، بي، جي، إن) وبلوتوث     |
| فرونت رو          | جهاز تحكم أبل ريموت يباع بشكل مستقل                           | جهاز تحكم أبل ريموت يباع بشكل مستقل                           | جهاز تحكم أبل ريموت يباع بشكل مستقل                           |
| مودم              | يباع بشكل منفصل ويشبك عن طريق اليو إس بي                      | يباع بشكل منفصل ويشبك عن طريق اليو إس بي                      | يباع بشكل منفصل ويشبك عن طريق اليو إس بي                      |
| غير ذلك           | جيجابت إيثرنت، كاميرا مدمجة من نوع آي سيت، لوحة مفاتيح، فأرة. | جيجابت إيثرنت، كاميرا مدمجة من نوع آي سيت، لوحة مفاتيح، فأرة. | جيجابت إيثرنت، كاميرا مدمجة من نوع آي سيت، لوحة مفاتيح، فأرة. |

#### الإصدار الثاني (نهاية2006[2])
|                   | آي ماك 17" الإصدار الأرخص                                     | آي ماك 17" الإصدار الأغلى                                                 | آي ماك 20"                                                                | آي ماك 24"                                                                |
| ----------------- | ------------------------------------------------------------- | ------------------------------------------------------------------------- | ------------------------------------------------------------------------- | ------------------------------------------------------------------------- |
| المعالج           | إنتل كور2ديو بسرعة 1.83 جيجاهرتز                              | إنتل كور2ديو بسرعة 2.0 جيجاهرتز                                           | إنتل كور2ديو بسرعة 2.16 جيجاهرتز                                          | إنتل كور2ديو بسرعة 2.16 جيجاهرتز                                          |
| ذاكرة عشوائية     | 512 ميجابايت (2X256) دي دي أر 2.                              | 1 جيجابايت (2x512) بسرعة نقل 667 ميجاهرتز دي دي أر 2 يدعم إلى 3 جيجابايت. | 1 جيجابايت (2x512) بسرعة نقل 667 ميجاهرتز دي دي أر 2 يدعم إلى 3 جيجابايت. | 1 جيجابايت (2x512) بسرعة نقل 667 ميجاهرتز دي دي أر 2 يدعم إلى 3 جيجابايت. |
| سعة التخزين       | 160 جيجابايت ساتا بسرعة دوران 7200 دورة في الدقيقة            | 160 جيجابايت ساتا بسرعة دوران 7200 دورة في الدقيقة                        | 250 جيجابايت ساتا بسرعة دوران 7200 دورة في الدقيقة                        | 250 جيجابايت ساتا بسرعة دوران 7200 دورة في الدقيقة                        |
| أجهزة القرائة     | قارئ دي في دي، قارئ / حارق سي دي، طريقة الإدخال بالشفط        | قارئ / حارق دي في دي، قارئ / حارق سي دي، طريقة الإدخال بالشفط             | قارئ / حارق دي في دي، قارئ / حارق سي دي، طريقة الإدخال بالشفط             | قارئ / حارق دي في دي، قارئ / حارق سي دي، طريقة الإدخال بالشفط             |
| الشاشة            | 17" 1440x900 إل سي دي                                         | 17" 1440x900 إل سي دي                                                     | 20" 1680x1050 إل سي دي                                                    | 24" 1920x1200 إل سي دي                                                    |
| كرت الرسومات      | إنتل مدمج بذاكرة مشتركة 64 ميجابايت                           | إي تي آي إكس 1600 بسعة ذاكرة 128 ميجابايت                                 | إي تي آي إكس 1600 بسعة ذاكرة 128 ميجابايت                                 | إنفيديا جيفورس 7300 جي تي بسعة ذاكرة 128 ميجابايت                         |
| الصوت             | فتحة إدخال الصوت وفتحة إخراج الصوت                            | فتحة إدخال الصوت وفتحة إخراج الصوت                                        | فتحة إدخال الصوت وفتحة إخراج الصوت                                        | فتحة إدخال الصوت وفتحة إخراج الصوت                                        |
| الأجهزة اللاسلكية | كرت شبكة لا سلكية من نوع أيربورت (أي، بي، جي، إن)             | كرت شبكة لا سلكية من نوع أيربورت (أي، بي، جي، إن) وبلوتوث                 | كرت شبكة لا سلكية من نوع أيربورت (أي، بي، جي، إن) وبلوتوث                 | كرت شبكة لا سلكية من نوع أيربورت (أي، بي، جي، إن) وبلوتوث                 |
| فرونت رو          | موجود جهاز تحكم أبل ريموت يباع بشكل مستقل                     | موجود جهاز تحكم أبل ريموت يباع مع الجهاز                                  | موجود جهاز تحكم أبل ريموت يباع مع الجهاز                                  | موجود جهاز تحكم أبل ريموت يباع مع الجهاز                                  |
| مودم              | يباع بشكل منفصل ويشبك عن طريق اليو إس بي                      | يباع بشكل منفصل ويشبك عن طريق اليو إس بي                                  | يباع بشكل منفصل ويشبك عن طريق اليو إس بي                                  | يباع بشكل منفصل ويشبك عن طريق اليو إس بي                                  |
| غير ذلك           | جيجابت إيثرنت، كاميرا مدمجة من نوع آي سيت، لوحة مفاتيح، فأرة. | جيجابت إيثرنت، كاميرا مدمجة من نوع آي سيت، لوحة مفاتيح، فأرة.             | جيجابت إيثرنت، كاميرا مدمجة من نوع آي سيت، لوحة مفاتيح، فأرة.             | جيجابت إيثرنت، كاميرا مدمجة من نوع آي سيت، لوحة مفاتيح، فأرة.             |

### الآي ماك الألومنيوم

#### الإصدار الأول (منتصف2007[3])
|                   | آي ماك 20" الإصدار الأرخص                                     | آي ماك 20" الإصدار الأغلى                                     | آي ماك 24" الإصدار الأرخص                                     | آي ماك 24" الإصدار الأغلى (طلب من الإنترنت فقط)                       |
| ----------------- | ------------------------------------------------------------- | ------------------------------------------------------------- | ------------------------------------------------------------- | --------------------------------------------------------------------- |
| المعالج           | إنتل كور2ديو بسرعة 2.0 جيجاهرتز                               | إنتل كور2ديو بسرعة 2.4 جيجاهرتز                               | إنتل كور2ديو بسرعة 2.4 جيجاهرتز                               | إنتل كور2ديو بسرعة 2.16 جيجاهرتز                                      |
| ذاكرة عشوائية     | 1 جيجابايت (2X512) دي دي أر 2.                                | 1 جيجابايت (2X512) دي دي أر 2.                                | 1 جيجابايت (2X512) دي دي أر 2.                                | 2 جيجابايت 1x2 بسرعة نقل 667 ميجاهرتز دي دي أر 2 يدعم إلى 3 جيجابايت. |
| سعة التخزين       | 250 جيجابايت ساتا بسرعة دوران 7200 دورة في الدقيقة            | 320 جيجابايت ساتا بسرعة دوران 7200 دورة في الدقيقة            | 320 جيجابايت ساتا بسرعة دوران 7200 دورة في الدقيقة            | 500 جيجابايت ساتا بسرعة دوران 7200 دورة في الدقيقة                    |
| أجهزة القرائة     | قارئ / حارق دي في دي، قارئ / حارق سي دي، طريقة الإدخال بالشفط | قارئ / حارق دي في دي، قارئ / حارق سي دي، طريقة الإدخال بالشفط | قارئ / حارق دي في دي، قارئ / حارق سي دي، طريقة الإدخال بالشفط | قارئ / حارق دي في دي، قارئ / حارق سي دي، طريقة الإدخال بالشفط         |
| الشاشة            | 20" 1680x1050 إل سي دي                                        | 20" 1680x1050 إل سي دي                                        | 24" 1920x1200 إل سي دي                                        | 24" 1920x1200 إل سي دي                                                |
| كرت الرسومات      | إي تي آي ATI Radeon HD 2400 XT بسعة ذاكرة 128 ميجابايت        | إي تي آي ATI Radeon HD 2400 XT بسعة ذاكرة 128 ميجابايت        | إي تي آي ATI Radeon HD 2600 PRO بسعة ذاكرة 256 ميجابايت       | إي تي آي ATI Radeon HD 2600 PRO بسعة ذاكرة 256 ميجابايت               |
| الصوت             | فتحة إدخال الصوت وفتحة إخراج الصوت                            | فتحة إدخال الصوت وفتحة إخراج الصوت                            | فتحة إدخال الصوت وفتحة إخراج الصوت                            | فتحة إدخال الصوت وفتحة إخراج الصوت                                    |
| الأجهزة اللاسلكية | كرت شبكة لا سلكية من نوع أيربورت (أي، بي، جي، إن) وبلوتوث     | كرت شبكة لا سلكية من نوع أيربورت (أي، بي، جي، إن) وبلوتوث     | كرت شبكة لا سلكية من نوع أيربورت (أي، بي، جي، إن) وبلوتوث     | كرت شبكة لا سلكية من نوع أيربورت (أي، بي، جي، إن) وبلوتوث             |
| فرونت رو          | موجود جهاز تحكم أبل ريموت يباع مع الجهاز                      | موجود جهاز تحكم أبل ريموت يباع مع الجهاز                      | موجود جهاز تحكم أبل ريموت يباع مع الجهاز                      | موجود جهاز تحكم أبل ريموت يباع مع الجهاز                              |
| مودم              | يباع بشكل منفصل ويشبك عن طريق اليو إس بي                      | يباع بشكل منفصل ويشبك عن طريق اليو إس بي                      | يباع بشكل منفصل ويشبك عن طريق اليو إس بي                      | يباع بشكل منفصل ويشبك عن طريق اليو إس بي                              |
| غير ذلك           | جيجابت إيثرنت، كاميرا مدمجة من نوع آي سيت، لوحة مفاتيح، فأرة. | جيجابت إيثرنت، كاميرا مدمجة من نوع آي سيت، لوحة مفاتيح، فأرة. | جيجابت إيثرنت، كاميرا مدمجة من نوع آي سيت، لوحة مفاتيح، فأرة. | جيجابت إيثرنت، كاميرا مدمجة من نوع آي سيت، لوحة مفاتيح، فأرة.         |

#### الإصدار الثاني (بداية2008[4])
|                   | آي ماك 20" الإصدار الأرخص                                     | آي ماك 20" الإصدار الأغلى                                             | آي ماك 24" الإصدار الأرخص                                             | آي ماك 24" الإصدار الأغلى (طلب من الإنترنت فقط)                       |
| ----------------- | ------------------------------------------------------------- | --------------------------------------------------------------------- | --------------------------------------------------------------------- | --------------------------------------------------------------------- |
| المعالج           | إنتل كور2ديو بسرعة 2.4 جيجاهرتز                               | إنتل كور2ديو بسرعة 2.66 جيجاهرتز                                      | إنتل كور2ديو بسرعة 2.8 جيجاهرتز                                       | إنتل كور2ديو بسرعة 3.06 جيجاهرتز                                      |
| ذاكرة عشوائية     | 1 جيجابايت (2X512) دي دي أر 2 بسرعة نقل 800 ميجاهرتز.         | 2 جيجابايت 1x2 بسرعة نقل 800 ميجاهرتز دي دي أر 2 يدعم إلى 3 جيجابايت. | 2 جيجابايت 1x2 بسرعة نقل 800 ميجاهرتز دي دي أر 2 يدعم إلى 3 جيجابايت. | 2 جيجابايت 1x2 بسرعة نقل 800 ميجاهرتز دي دي أر 2 يدعم إلى 3 جيجابايت. |
| سعة التخزين       | 250 جيجابايت ساتا بسرعة دوران 7200 دورة في الدقيقة            | 320 جيجابايت ساتا بسرعة دوران 7200 دورة في الدقيقة                    | 320 جيجابايت ساتا بسرعة دوران 7200 دورة في الدقيقة                    | 500 جيجابايت ساتا بسرعة دوران 7200 دورة في الدقيقة                    |
| أجهزة القرائة     | قارئ / حارق دي في دي، قارئ / حارق سي دي، طريقة الإدخال بالشفط | قارئ / حارق دي في دي، قارئ / حارق سي دي، طريقة الإدخال بالشفط         | قارئ / حارق دي في دي، قارئ / حارق سي دي، طريقة الإدخال بالشفط         | قارئ / حارق دي في دي، قارئ / حارق سي دي، طريقة الإدخال بالشفط         |
| الشاشة            | 20" 1680x1050 إل سي دي                                        | 20" 1680x1050 إل سي دي                                                | 24" 1920x1200 إل سي دي                                                | 24" 1920x1200 إل سي دي                                                |
| كرت الرسومات      | إي تي آي ATI Radeon HD 2400 XT بسعة ذاكرة 128 ميجابايت.       | إي تي آي ATI Radeon HD 2600 PRO بسعة ذاكرة 256 ميجابايت.              | إي تي آي ATI Radeon HD 2600 PRO بسعة ذاكرة 256 ميجابايت.              | إنفيديا GeForce 8800 GS بسعة ذاكرة 512 ميجابايت                       |
| الصوت             | فتحة إدخال الصوت وفتحة إخراج الصوت                            | فتحة إدخال الصوت وفتحة إخراج الصوت                                    | فتحة إدخال الصوت وفتحة إخراج الصوت                                    | فتحة إدخال الصوت وفتحة إخراج الصوت                                    |
| الأجهزة اللاسلكية | كرت شبكة لا سلكية من نوع أيربورت (أي، بي، جي، إن) وبلوتوث     | كرت شبكة لا سلكية من نوع أيربورت (أي، بي، جي، إن) وبلوتوث             | كرت شبكة لا سلكية من نوع أيربورت (أي، بي، جي، إن) وبلوتوث             | كرت شبكة لا سلكية من نوع أيربورت (أي، بي، جي، إن) وبلوتوث             |
| فرونت رو          | موجود جهاز تحكم أبل ريموت يباع مع الجهاز                      | موجود جهاز تحكم أبل ريموت يباع مع الجهاز                              | موجود جهاز تحكم أبل ريموت يباع مع الجهاز                              | موجود جهاز تحكم أبل ريموت يباع مع الجهاز                              |
| مودم              | يباع بشكل منفصل ويشبك عن طريق اليو إس بي                      | يباع بشكل منفصل ويشبك عن طريق اليو إس بي                              | يباع بشكل منفصل ويشبك عن طريق اليو إس بي                              | يباع بشكل منفصل ويشبك عن طريق اليو إس بي                              |
| غير ذلك           | جيجابت إيثرنت، كاميرا مدمجة من نوع آي سيت، لوحة مفاتيح، فأرة. | جيجابت إيثرنت، كاميرا مدمجة من نوع آي سيت، لوحة مفاتيح، فأرة.         | جيجابت إيثرنت، كاميرا مدمجة من نوع آي سيت، لوحة مفاتيح، فأرة.         | جيجابت إيثرنت، كاميرا مدمجة من نوع آي سيت، لوحة مفاتيح، فأرة.         |

#### الإصدار الثالث (بداية2009[5])
|                   | آي ماك 20"                                                                    | آي ماك 24" الإصدار الأرخص                                                     | آي ماك 24" الإصدار الأغلى | آي ماك 24" الإصدار النهائي                                                     |
| ----------------- | ----------------------------------------------------------------------------- | ----------------------------------------------------------------------------- | --- | ------------------------------------------------------------------------------ |
| المعالج           | إنتل كور2ديو بسرعة 2.66 جيجاهرتز                                              | إنتل كور2ديو بسرعة 2.66 جيجاهرتز                                              | إنتل كور2ديو بسرعة 2.93 جيجاهرتز                                                                                                  | إنتل كور2إكستريم بسرعة 3.06 جيجاهرتز                                           |
| ذاكرة عشوائية     | 2 جيجابايت (2X1) دي دي أر 3 بسرعة نقل 1066 ميجاهرتز يدعم إلى 8 جيجابايت.      | 4 جيجابايت 2x2 بسرعة نقل 1066 ميجاهرتز دي دي أر 3 يدعم إلى 8 جيجابايت.        | 4 جيجابايت 2x2 بسرعة نقل 1066 ميجاهرتز دي دي أر 3 يدعم إلى 8 جيجابايت.                                                            | 4 جيجابايت 2x2 بسرعة نقل 1066 ميجاهرتز دي دي أر 3 يدعم إلى 8 جيجابايت.         |
| سعة التخزين       | 320 جيجابايت ساتا بسرعة دوران 7200 دورة في الدقيقة                            | 640 جيجابايت ساتا بسرعة دوران 7200 دورة في الدقيقة                            | 640 جيجابايت ساتا بسرعة دوران 7200 دورة في الدقيقة                                                                                | 1 تيرابايت ساتا بسرعة دوران 7200 دورة في الدقيقة                               |
| أجهزة القرائة     | قارئ / حارق دي في دي، قارئ / حارق سي دي، طريقة الإدخال بالشفط                 | قارئ / حارق دي في دي، قارئ / حارق سي دي، طريقة الإدخال بالشفط                 | قارئ / حارق دي في دي، قارئ / حارق سي دي، طريقة الإدخال بالشفط                                                                     | قارئ / حارق دي في دي، قارئ / حارق سي دي، طريقة الإدخال بالشفط                  |
| الشاشة            | 20" 1680x1050إل سي دي                                                         | 24" 1920x1200 إل سي دي                                                        | 24" 1920x1200 إل سي دي | 24" 1920x1200 إل سي دي                                                         |
| كرت الرسومات      | إنفيديا GeForce 9400M بسعة (ذاكرة 256 ميجابايت مشاركة مع الذاكرة العشوائية) . | إنفيديا GeForce 9400M بسعة (ذاكرة 256 ميجابايت مشاركة مع الذاكرة العشوائية) . | إنفيديا GeForce GT 120 بسعة ذاكرة 256 ميجابايت أو (بطلب إنفيديا GeForce GT 130 بسعة ذاكرة 512 ميجابايت أو إي تي آي Radeon 4850) . | إنفيديا GeForce GT 130 بسعة ذاكرة 512 ميجابايت أو (بطلب إي تي آي Radeon 4850). |
| الصوت             | فتحة إدخال الصوت وفتحة إخراج الصوت                                            | فتحة إدخال الصوت وفتحة إخراج الصوت                                            | فتحة إدخال الصوت وفتحة إخراج الصوت                                                                                                | فتحة إدخال الصوت وفتحة إخراج الصوت                                             |
| الأجهزة اللاسلكية | كرت شبكة لا سلكية من نوع أيربورت (أي، بي، جي، إن) وبلوتوث                     | كرت شبكة لا سلكية من نوع أيربورت (أي، بي، جي، إن) وبلوتوث                     | كرت شبكة لا سلكية من نوع أيربورت (أي، بي، جي، إن) وبلوتوث                                                                         | كرت شبكة لا سلكية من نوع أيربورت (أي، بي، جي، إن) وبلوتوث                      |
| فرونت رو          | موجود جهاز تحكم أبل ريموت يباع مع الجهاز                                      | موجود جهاز تحكم أبل ريموت يباع مع الجهاز                                      | موجود جهاز تحكم أبل ريموت يباع مع الجهاز                                                                                          | موجود جهاز تحكم أبل ريموت يباع مع الجهاز                                       |
| مودم              | يباع بشكل منفصل ويشبك عن طريق اليو إس بي                                      | يباع بشكل منفصل ويشبك عن طريق اليو إس بي                                      | يباع بشكل منفصل ويشبك عن طريق اليو إس بي                                                                                          | يباع بشكل منفصل ويشبك عن طريق اليو إس بي                                       |
| غير ذلك           | جيجابت إيثرنت، كاميرا مدمجة من نوع آي سيت، لوحة مفاتيح، فأرة.                 | جيجابت إيثرنت، كاميرا مدمجة من نوع آي سيت، لوحة مفاتيح، فأرة.                 | جيجابت إيثرنت، كاميرا مدمجة من نوع آي سيت، لوحة مفاتيح، فأرة.                                                                     | جيجابت إيثرنت، كاميرا مدمجة من نوع آي سيت، لوحة مفاتيح، فأرة.                  |

#### الإصدار الرابع (نهاية 2009[6])
|                                  | 21.5 بوصة                                                            | 21.5 بوصة                                                    | 27 بوصة                                                      | 27 بوصة                                                      |
| -------------------------------- | -------------------------------------------------------------------- | ------------------------------------------------------------ | ------------------------------------------------------------ | ------------------------------------------------------------ |
| المعالج                          | 3.06 جيجاهرتز كور2ديو                                                | 3.06 جيجاهرتز كور2ديو                                        | 3.06 جيجاهرتز كور2ديو                                        | 2.66 جيجاهرتز آي 5 (رباعي النواة)                            |
| ذاكرة مُخبَّأَة (بالإنجليزية: cache)‏ | 3 ميجابايت                                                           | 3 ميجابايت                                                   | 3 ميجابايت                                                   | 8 ميجابايت                                                   |
| سرعة الناقل                      | 1066 ميجاهرتز                                                        | 1066 ميجاهرتز                                                | 1066 ميجاهرتز                                                | -                                                            |
| ذاكرة عشوائية                    | 4 جيجابايت بسرعة 1066 ميجاهرتز، يدعم الجهاز إلى 16 جيجابايت.         | 4 جيجابايت بسرعة 1066 ميجاهرتز، يدعم الجهاز إلى 16 جيجابايت. | 4 جيجابايت بسرعة 1066 ميجاهرتز، يدعم الجهاز إلى 16 جيجابايت. | 4 جيجابايت بسرعة 1066 ميجاهرتز، يدعم الجهاز إلى 16 جيجابايت. |
| القرص الصلب                      | 500 جيجابايت ساتا بسرعة 7200 دورة في الدقيقة.                        | 1 بايت ساتا بسرعة 7200 دورة في الدقيقة.                      | 1 بايت ساتا بسرعة 7200 دورة في الدقيقة.                      | 1 بايت ساتا بسرعة 7200 دورة في الدقيقة.                      |
| أجهزة القرائة                    | قارئ / حارق دي في دي، طريقة الإدخال بالشفط                           | قارئ / حارق دي في دي، طريقة الإدخال بالشفط                   | قارئ / حارق دي في دي، طريقة الإدخال بالشفط                   | قارئ / حارق دي في دي، طريقة الإدخال بالشفط                   |
| الشاشة                           | 21.5 بوصة 1920X1080 بكسل.                                            | 21.5 بوصة 1920X1080 بكسل.                                    | 27 بوصة 2560X1440 بكسل.                                      | 27 بوصة 2560X1440 بكسل.                                      |
| بطاقة الرسومات                   | إنفيديا GeForce 9400M بسعة 256 ميجابايت مشتركة مع الذاكرة العشوائية. | إي تي آي Radeon HD 4670 بسعة بذاكرة 256 ميجابايت.            | إي تي آي Radeon HD 4670 بسعة بذاكرة 256 ميجابايت.            | إي تي آي 4850 Radeon HD بسعة بذاكرة 512 ميجابايت             |
| السلك الناري                     | منفذ واحد بسرعة 800 ميجابت في الثانية، بقوة 7 واط                    | منفذ واحد بسرعة 800 ميجابت في الثانية، بقوة 7 واط            | منفذ واحد بسرعة 800 ميجابت في الثانية، بقوة 7 واط            | منفذ واحد بسرعة 800 ميجابت في الثانية، بقوة 7 واط            |
| ناقل متسلسل عام                  | 4 منافذ 0.USB 2                                                      | 4 منافذ 0.USB 2                                              | 4 منافذ 0.USB 2                                              | 4 منافذ 0.USB 2                                              |
| بطاقة ذاكرة SD                   | منفذ واحد                                                            | منفذ واحد                                                    | منفذ واحد                                                    | منفذ واحد                                                    |
| الصوت                            | فتحة إدخال الصوت وفتحة إخراج الصوت.                                  | فتحة إدخال الصوت وفتحة إخراج الصوت.                          | فتحة إدخال الصوت وفتحة إخراج الصوت.                          | فتحة إدخال الصوت وفتحة إخراج الصوت.                          |
| إيثرنت                           | منفذ واحد                                                            | منفذ واحد                                                    | منفذ واحد                                                    | منفذ واحد                                                    |
| الأجهزة اللاسلكية                | كرت شبكة لا سلكية من نوع أيربورت (أي، بي، جي، إن) وبلوتوث.           | كرت شبكة لا سلكية من نوع أيربورت (أي، بي، جي، إن) وبلوتوث.   | كرت شبكة لا سلكية من نوع أيربورت (أي، بي، جي، إن) وبلوتوث.   | كرت شبكة لا سلكية من نوع أيربورت (أي، بي، جي، إن) وبلوتوث.   |
| غير ذلك                          | كاميرا مدمجة من نوع آي سيت، لوحة مفاتيح، فأرة.                       | كاميرا مدمجة من نوع آي سيت، لوحة مفاتيح، فأرة.               | كاميرا مدمجة من نوع آي سيت، لوحة مفاتيح، فأرة.               | كاميرا مدمجة من نوع آي سيت، لوحة مفاتيح، فأرة.               |